# منصورية الثانية (عنافجة)
منصورية الثانية (بالفارسية: منصوریه دو) هي قرية وتقع في إيران في قسم عنافجة الريفي. يقدر عدد سكانها بـ 346 نسمة بحسب إحصاء 2016.